# Ignition (álbum)
Ignition é um álbum de estúdio da banda estadunidense The Offspring, lançado dia 16 de outubro de 1992 pela gravadora independente Epitaph Records e remasterizado dia 17 de junho de 2008 pela mesma gravadora.

## Faixas[6]
Todas as canções foram escritas por Dexter Holland, exceto a primeira faixa que teve participação de Kristine Luna e Jill Eckhaus na composição e a faixa 11 que teve participação de Marvin Fergusen na composição.
1. "Session" – 2:32
2. "We Are One" – 4:00
3. "Kick Him When He's Down" – 3:16
4. "Take It Like a Man" – 2:55
5. "Get It Right" – 3:06
6. "Dirty Magic" – 3:49
7. "Hypodermic" – 3:22
8. "Burn It Up" – 2:43
9. "No Hero" – 3:22
10. "L.A.P.D." – 2:46
11. "Nothing from Something"– 3:00
12. "Forever and a Day" – 2:37

## Trabalho no álbum

### Banda
- Dexter Holland – Vocal
- Noodles – Guitarra
- Greg K. – Baixo
- Ron Welty – Bateria

### Outras pessoas
- Gravado e mixado por Thom Wilson no Westbeach Recorders, em Hollywood, Califórnia.
- Gravado e mixado por Ken Paulakovich no Track Record, em  North Hollywood, Califórnia.
- Produzido por Thom Wilson
- Coordenadores assistentes: Donnell Cameron e Joe Peccerillo
- Masterizado por Eddie Schreyer